# Triplectides
Triplectides är ett släkte av nattsländor. Triplectides ingår i familjen långhornssländor.

## Dottertaxa tillTriplectides, i alfabetisk ordning[1]
- Triplectides acutobeccatus
- Triplectides altenogus
- Triplectides australicus
- Triplectides australis
- Triplectides beccarinus
- Triplectides bilobus
- Triplectides cephalotes
- Triplectides ceylanicus
- Triplectides chilensis
- Triplectides ciuskus
- Triplectides cognatus
- Triplectides deceptimagnus
- Triplectides dolabratus
- Triplectides dolichos
- Triplectides dubius
- Triplectides egleri
- Triplectides elongatus
- Triplectides enthesis
- Triplectides flintorum
- Triplectides fulvescens
- Triplectides gilolensis
- Triplectides gonetalus
- Triplectides gracilis
- Triplectides griseus
- Triplectides hamatus
- Triplectides helvolus
- Triplectides indicus
- Triplectides insperatus
- Triplectides jaffueli
- Triplectides latipennis
- Triplectides legendrinus
- Triplectides liratellus
- Triplectides liratus
- Triplectides magnus
- Triplectides manilanus
- Triplectides medius
- Triplectides misakianus
- Triplectides misionensis
- Triplectides neblinus
- Triplectides neotropicus
- Triplectides nevadus
- Triplectides nigripennis
- Triplectides niveipennis
- Triplectides nivosus
- Triplectides obsoletus
- Triplectides pallidus
- Triplectides parvus
- Triplectides prolatus
- Triplectides proximus
- Triplectides quadratus
- Triplectides rossi
- Triplectides similis
- Triplectides tambina
- Triplectides tepui
- Triplectides truncatus
- Triplectides ultimus
- Triplectides variipennis
- Triplectides varius
- Triplectides viviparus
- Triplectides volda
- Triplectides zonatus